# Малые Мильцы
Малые Мильцы — деревня в Печорском районе Псковской области России. Входит в состав сельского поселения «Новоизборская волость».
Расположена в 5 км к юго-западу от волостного центра, деревни Новый Изборск. Севернее находится деревня Большие Мильцы.

## Население
Численность населения деревни на конец 2000 года составляла 44 жителя.
| 2001 | 2002 | 2010 |
| ---- | ---- | ---- |
| 44   | ↘31  | ↘28  |